# Orthotrichia bellicosa
Orthotrichia bellicosa är en nattsländeart som beskrevs av Wells 1979. Orthotrichia bellicosa ingår i släktet Orthotrichia och familjen smånattsländor. Inga underarter finns listade i Catalogue of Life.